# Phylidorea fulvocostalis
Phylidorea fulvocostalis là một loài ruồi trong họ Limoniidae. Chúng phân bố ở miền Cổ bắc.